# Nobilíssimo

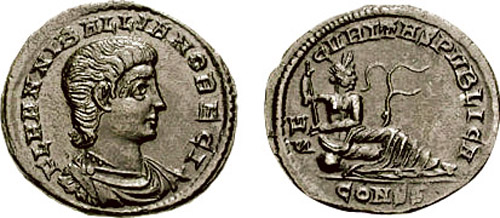
Fólis de Hanibaliano

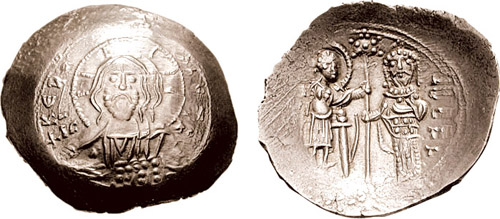
Histameno de r.

Nobilíssimo (em latim: nobilissimus; em grego: νωβελίσσιμος; romaniz.: nōbelíssimos; lit. "mais notável"), ou nobilíssima (em latim: nobilissima femina), era um dos mais altos títulos imperiais no Império Romano Tardio e Império Bizantino. Originalmente era um epíteto de césar, cujos titulares eram os herdeiros aparentes dos imperadores e que, após Geta em 198, seriam nomeados como nobilíssimo césar (em latim: nobilissimus caesar).
Segundo o historiador Zósimo, Constantino (r. 306–337) foi o primeiro a criar o título de nobilíssimo como uma dignidade separada, de modo a honrar alguns de seus parentes, sem implicar uma reivindicação ao trono imperial. O título, assim, veio a ser concedido aos membros da família imperial, permanecendo numa posição imediatamente abaixo de césar, permanecendo assim no Império Bizantino até o século XI.
No Cletorológio de Filoteu, escrito em 899, as insígnias do posto são descritas como uma túnica, manto e cinto roxos, o que indicou a posição exaltada de seu titular. Sua premiação pelo imperador numa cerimônia especial que significou a elevação do destinatário ao ofício. A partir deste ponto, era dado a altos comandantes do exército, com o futuro imperador Aleixo I Comneno (r. 1081–1118) sendo o primeiro a ser assim honrado. A pompa de seus titulares sob os Comnenos levou a sua desvalorização, e os novos títulos de protonobilíssimo (prōtonōbelissimos) e protonobilíssimoipertato (prōtonōbelissimohypertatos) foram criados no século XII.

## Titulares conhecidos
- Júlio Constâncio[4]
- Hanibaliano[5]
- Dalmácio[6]
- Juliano, o Apóstata
- Constâncio Galo
- Valentiniano III
- Justiniano
- Marino[7]
- Pancrácio IV da Geórgia
- Jorge II da Geórgia
- Aleixo I Comneno[1]
- Constantino Euforbeno Catacalo[8]
- Roberto de Altavila
- Tzacas[9]
- Constantino Opos[10]